# Through my Window – Ich sehe nur dich
Through my Window – Ich sehe nur dich (Originaltitel: A través de mi ventana) ist ein spanisches Filmdrama aus dem Jahr 2022 von Marçal Forés. In den Hauptrollen sind Clara Galle, Julio Peña und Pilar Castro zu sehen. Der Film basiert auf dem gleichnamigen Roman von Ariana Godoy.
Through my Window – Ich sehe nur dich wurde am 4. Februar 2022 weltweit auf dem Video-on-Demand-Portal Netflix veröffentlicht.

## Handlung
Raquel Mendoza ist ein unscheinbares Mädchen, das zu schüchtern ist, ihre Aufsätze vor der Klasse zu lesen. Sie lebt mit ihrer Mutter in einem Haus, welches von dem Anwesen Hidalgo Mansion umgeben ist. Die Besitzer, die Familie Hidalgo, besitzen Alpha 3, eines der einflussreichsten Unternehmen des Landes, dessen Hauptsitz das spektakulärste Gebäude in Barcelona ist. Alpha 3 bezieht sich auf die drei Erben des Imperiums, die Brüder Artemis, Ares und Apolo Hidalgo.
Raquel ist in Ares verliebt, hat jedoch noch nie ein Wort mit ihm gewechselt. Sie beobachtet ihn heimlich und weiß alles über ihn. Eines Abends erfährt Raquel, dass die Hidalgos ihr WLAN nutzen. Sie kommt dahinter, dass Ares ihren Computer gehackt und das WLAN-Passwort geknackt hat. Als sie ihn zur Rede stellt, offenbart sie ihm, dass sie sich zu ihm hingezogen fühlt und möchte, dass er sich in sie verliebt. Als Raquel das Passwort wieder ändert, steigt Ares in ihr Zimmer und die beiden erleben einen intimen Moment miteinander. Die beiden kommen sich mit der Zeit näher und beginnen eine leidenschaftliche Affäre. Da Ares sie nicht öffentlich als seine Freundin zeigen will, endet die Affäre. Auf einer Party sieht Raquel, wie Ares eine andere Frau küsst, was sie dazu bringt, mehr Zeit mit ihren Freunden Yoshi und Daniela zu verbringen, um über ihn hinwegzukommen. Daniela und Apolo kommen sich ebenfalls näher.
Raquel und Ares versöhnen sich wieder und er präsentiert sie auf einer Firmenveranstaltung als seine Freundin. Da Ares’ Vater ihn unbedingt in seinem Imperium haben will, kommt es erneut zu Spannungen zwischen den beiden. Schließlich können sie diese überwinden und Ares stellt sich gegen seinen Vater. Er beginnt ein Auslandsstudium und führt mit Raquel eine Fernbeziehung.

## Hintergrund
Die Autorin Ariana Godoy begann 2016 mit dem Schreiben des dem Film zugrunde liegenden Romans auf der Online-Leseplattform Wattpad. Nach dem Erfolg der Geschichte, die auf der Plattform mehr als 250 Millionen Aufrufe gesammelt hat, wurde der Roman in physischer Form veröffentlicht. Im April 2021 kündigte der Streamingdienst Netflix die Produktion des Filmes an. Die Hauptrollen wurden mit den spanischen Newcomern Clara Galle und Julio Peña Fernández besetzt. Die Dreharbeiten begannen am 14. März 2021 in Barcelona. Drehende war der 30. April 2021.

## Synchronisation
Die deutsche Synchronisation entstand unter dem Dialogbuch und der Dialogregie von Marlene Opitz durch die CSC-Studio in Hamburg.
| Schauspieler       | Rollenname      | Synchronsprecher      |
| ------------------ | --------------- | --------------------- |
| Clara Galle        | Raquel Mendoza  | Elise Eikermann       |
| Julio Peña         | Ares Hidalgo    | Lino Böttcher         |
| Hugo Arbués        | Apolo Hidalgo   | Daniel Kirchberger    |
| Eric Masip         | Artemis Hidalgo | Markus Hanse          |
| Pilar Castro       | Tere            | Kristina von Weltzien |
| Guillermo Lasheras | Yoshi           | Flemming Stein        |

## Fortsetzung
Mitte Februar 2022 wurden zwei Fortsetzungen zum Film angekündigt. Die Dreharbeiten zum zweiten Teil, Through my Window – Über das Meer haben im April 2022 begonnen. Neben den Rückkehrern Clara Galle und Julio Peña stoßen Andrea Chaparro, Iván Lapadula und Carla Tous neu zur Besetzung dazu.